# Krennerite
La krennerite è un minerale, un tellururo di oro.
Il nome deriva da Joseph A. Krenner (1839-1920), mineralogista ungherese.
Descritta per la prima volta da Gerhard von Rath (20 agosto 1830 - 23 aprile 1888) mineralogista tedesco nel 1877.

## Abito cristallino
Prismi tozzi profondamente striati.

## Origine e giacitura
La genesi è idrotermale. Ha paragenesi con silvanite, calaverite, oro

## Forma in cui si presenta in natura
In cristalli e aggregati granulari

## Caratteri fisico-chimici
Solubile in HNO3, riscaldata con H2SO4 colora la soluzione di rosso lampone.

## Località di ritrovamento
Si trova a Sacarimb, in Romania; a Cripple Creek, nel Colorado; a Kalgoorlie, in Australia.

## Utilizzi
Come minerale utile per l'estrazione dell'oro